# Капилвасту (район)
Капилвасту (непальск. कपिलवस्तु जिल्ला) — один из 75 районов Непала. Входит в состав зоны Лумбини, которая, в свою очередь, входит в состав Западного региона страны. Административный центр — город Капилавасту.
Граничит с районом Аргхакханчи (на севере), районом Рупандехи (на востоке), районом Данг зоны Рапти (на северо-западе) и индийским штатом Уттар-Прадеш (на юге и юго-западе). Площадь района составляет 1738 км². Высота территории района изменяется от 93 до 1491 м над уровнем моря. Можно выделить 2 физико-географических региона: равнинный регион Тераи и низкий хребет Сивалик (Чуриа).
Население по данным переписи 2011 года составляет 571 936 человек, из них 285 599 мужчин и 286 337 женщин. По данным переписи 2001 года население насчитывало 481 976 человек. Примерно 48 % населения считают родным язык авадхи, 18 % — урду, 17 % — языки тхару и 17 % — непали. 80,62 % населения исповедуют индуизм; 18,16 % — ислам; 0,87 % — буддизм и 0,19 % — христианство.
Большая часть населения района зависит от сельского хозяйства, основные культуры которого: рис, пшеница и сахарный тростник.